# بوب هوفر
بوب هوفر (بالإنجليزية: Bob Hoover)‏ هو ضابط وطيار أمريكي، ولد في 24 يناير 1922 في ناشفيل في الولايات المتحدة، وتوفي في 25 أكتوبر 2016 في توررانسي في الولايات المتحدة.